# Rolf Apitzsch
Rolf Apitzsch (* in Hamburg) ist ein deutscher Amateurastronom und Asteroidenentdecker.
Im Jahre 1998 erbaute er das private Observatorium Wildberg, das Anfang 1999 in Betrieb ging und das er zusammen mit seiner Frau auch betreibt.
Dort identifizierte er zwischen 2004 und 2010 insgesamt 68 Asteroiden.
Der Asteroid (29214) Apitzsch wurde am 9. Februar 2009 nach ihm benannt.